# Жељко Жерађанин
Жељко Жерађанин (Краљево, 2. јуна 1996) српски је фудбалер, који тренутно наступа за Слогу из Краљева.

## Каријера
Родом из Новог Села, Жерађанин је тренирао у краљевачкој Слоги. Потом је прошао млађе категорије београдске Црвене звезде, где се задржао 5 година. Био је део генерације у којој су наступали Филип Манојловић, Вукашин Јовановић, Марко Грујић и Лука Јовић. Након омладинског узраста уступљен је Раковици, тадашњем српсколигашу из београдске групе за коју је имао право наступа као бонус играч. Иако је претходно потписао професионални уговор, Жерађанин је по окончању календарске 2014. напустио Црвену звезду. У фебруару наредне године званично је представљен као нови фудбалер суботичког Спартака. За тај клуб до краја такмичарске сезоне 2014/15. није уписао званични наступ, док је на сусрету 19. кола Суперлиге Србије, са својим бившим клубом, седео на клупи за резервне играче. Током лета 2015. прикључио се саставу Слоге из Петровца на Млави и са тим клубом договорио једногодишњу сарадњу. Ту се задржао једну полусезону, а пред наставак такмичења у Првој лиги Србије прешао је у БСК Борчу. За БСК је стандардно наступао годину дана, после чега је други део такмичарске 2016/17. пропустио због повреде. После тога је био члан Инђије, за коју је наступио у шеснаестини финала Купа Србије, против ивањичког Јавора. Крајем 2017. представљен је као појачање Радничког из Пирота. За тај клуб одиграо је 8 утакмица. До краја 2018. наступао је у дресу ОФК Вршца. У фебруару наредне године представљен је у крагујевачком Радничком 1923, а по окончању такмичарске 2019/20. продужио је уговор за две године. Почетком наредне године приступио је Смедереву. Током лета 2020. био је позитиван на вирус корона. Жерађанин се крајем августа вратио у краљевачку Слогу и последњег дана тог месеца дебитовао против свог бившег клуба, Радничког у Крагујевцу.

## Статистика

### Клупска
Ажурирано 8. јуна 2021.
|                         |          |     |   |   |   |   |   |   |   |     |   |  |  |  |
| Раковица (позајмица)    | 2014/15. | 8   | 0 | — | — | — | — | — | — | 8   | 0 |  |  |  |
|                         |          |     |   |   |   |   |   |   |   |     |   |  |  |  |
| Спартак Суботица        | 2014/15. | 0   | 0 | — | — | — | — | — | — | 0   | 0 |  |  |  |
|                         |          |     |   |   |   |   |   |   |   |     |   |  |  |  |
| Слога Петровац на Млави | 2015/16. | 5   | 0 | 0 | 0 | — | — | — | — | 5   | 0 |  |  |  |
|                         |          |     |   |   |   |   |   |   |   |     |   |  |  |  |
| БСК Борча               | 2015/16. | 11  | 0 | — | — | — | — | — | — | 11  | 0 |  |  |  |
| БСК Борча               | 2016/17. | 13  | 0 | 2 | 0 | — | — | — | — | 15  | 0 |  |  |  |
| БСК Борча               | Укупно   | 24  | 0 | 2 | 0 | — | — | — | — | 26  | 0 |  |  |  |
|                         |          |     |   |   |   |   |   |   |   |     |   |  |  |  |
| Инђија                  | 2017/18. | 0   | 0 | 1 | 0 | — | — | — | — | 1   | 0 |  |  |  |
|                         |          |     |   |   |   |   |   |   |   |     |   |  |  |  |
| Раднички Пирот          | 2017/18. | 8   | 0 | — | — | — | — | — | — | 8   | 0 |  |  |  |
|                         |          |     |   |   |   |   |   |   |   |     |   |  |  |  |
| ОФК Вршац               | 2018/19. | 17  | 3 | — | — | — | — | — | — | 17  | 3 |  |  |  |
|                         |          |     |   |   |   |   |   |   |   |     |   |  |  |  |
| Раднички Крагујевац     | 2018/19. | 9   | 0 | — | — | — | — | 2 | 0 | 11  | 0 |  |  |  |
| Раднички Крагујевац     | 2019/20. | 4   | 0 | 0 | 0 | — | — | — | — | 4   | 0 |  |  |  |
| Раднички Крагујевац     | Укупно   | 13  | 0 | 0 | 0 | — | — | 2 | 0 | 15  | 0 |  |  |  |
|                         |          |     |   |   |   |   |   |   |   |     |   |  |  |  |
| Смедерево               | 2019/20. | 4   | 0 | — | — | — | — | — | — | 4   | 0 |  |  |  |
|                         |          |     |   |   |   |   |   |   |   |     |   |  |  |  |
| Слога Краљево           | 2020/21. | 30  | 5 | — | — | — | — | — | — | 30  | 5 |  |  |  |
|                         |          |     |   |   |   |   |   |   |   |     |   |  |  |  |
| Каријера                | Каријера | 109 | 8 | 3 | 0 | — | — | 2 | 0 | 114 | 8 |  |  |  |
|                         |          |     |   |   |   |   |   |   |   |     |   |  |  |  |